# Літературно-художні видання
Літерату́рно-худо́жні видання́ — видання, що об'єднують усі твори художньої літератури, різноманітні за жанрами, часом і місцем їх появи у світ
До них належать:
- наукове літературно-художнє видання (підготовлені з найбільшою повнотою, з урахуванням попередніх редакцій і варіантів, ретельно прокоментовані і призначені для дослідницької роботи твори художньої літератури);
- науково-масове літературно-художнє видання (містить найзначніші твори письменника, збагачене вступною статтею, примітками, коментарями і призначене для поглибленого вивчення творчості письменника);
- масове літературно-художнє видання (містить окремі твори письменника, здебільшого без вступної статті, приміток чи коментарів і призначене широкому колу читачів);

Різновидом масових літературно-художніх видань може бути альманах, антологія, документально-художнє видання, науково-художнє видання.

## Приклади
- Літературний журнал (орган СРПУ)
- Дніпро (журнал)
- Київ (журнал)